# Mount Joy (Pensilvania)
Mount Joy es un borough ubicado en el condado de Lancaster en el estado estadounidense de Pensilvania. En el año 2000 tenía una población de 6,765 habitantes y una densidad poblacional de 1,113.8 personas por km².

## Geografía
Mount Joy se encuentra ubicado en las coordenadas 40°06′36″N 76°30′40″O / 40.11000, -76.51111